# 朱常㳛
趙恪王朱常㳛（1574年—1644年），明朝第二次封的第九代趙王、第二代成皋王，追封成皋昭裕王朱翊錝的嫡第一子，成皋端穆王朱載垸（趙康王朱厚煜庶第四子）的庶長孫。朱常㳛在何時受封成皋長孫已不可考，萬曆十五年（1587年）襲封成皋王，在位四十五年。後來，他在崇禎五年（1632年）晉封趙王，在位十二年。崇禎十七年（1644年），李自成攻陷彰德府，朱常㳛被殺，年七十。弘光年間追補諡號恪，兩年後由其子朱由棪嗣位。
| 大明封国国王              | 大明封国国王                | 大明封国国王    |
| ------------------------- | --------------------------- | --------------- |
| 前任者： 祖父端穆王朱載垸 | 明成皋國國王 1587年－1632年 | 襲封趙王，例除  |
| 前任者： 族孫朱慈𢣴       | 明趙國國王 1632年－1644年   | 繼任： 子朱由棪 |